# Ricberht af East Anglia
Ricberht (oldengelsk: Ricbyhrt) var en angelsaksisk adelsmand, der muligvis var konge af Kongeriget East Anglia i 600-tallet. Der vides meget lidt om hans liv og regeringstid.
Ifølge Bedas Ecclesiastical History of the English People myrderede Ricberht kong Eorpwald af East Anglia omkring år 627, kort efter Eorpwald havde overtaget tronen fra sin far Rædwald og var blevet døbt. Efter Eorpwalds død blev Ricberht muligvis konge, men det nævnes hverken af Beda eller af andre samtidige kilder. East Anglia blev igen hedensk i 3 år efter at være blive kristnet, hvorefter Sigeberht og Ecgric efterfulgte som konger og afsluttede kongerigets korte apostasi.